# Надеждино (усадьба)
«Надеждино» — усадьба «бриллиантового князя» А. Б. Куракина (1752—1818) на берегу реки Сердоба в окрестностях села Куракино Сердобского района Пензенской области. В последние годы образцовый для своего времени памятник усадебного классицизма находится на грани полного уничтожения. В 2014 году региональными властями было принято решение о его аукционной продаже частному инвестору.

## Усадьба А. Б. Куракина

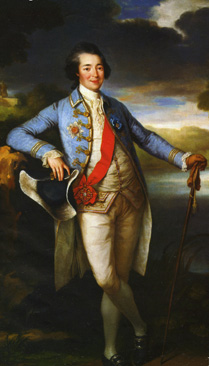
Создатель усадьбы, на портрете работы Ричарда Бромптона

В 1700 г. Пётр I пожаловал своему свояку Б. И. Куракину почти 25 тыс. га земель по берегам рек Хопёр и Сердоба с центром в селе Борисоглебское, переименованном впоследствии в Куракино.
За распространение в России шведских масонских лож Екатерина II в 1782 г. выслала в это поместье Саратовской губернии князя Александра Борисовича Куракина, который, по её мнению, пагубно влиял на престолонаследника Павла Петровича. Опальный вельможа дал имению говорящее название «Надеждино», или «Надежино». По характеристике Вигеля, «в великолепном уединении своем сотворил он себе, наподобие посещенных им дворов, также нечто похожее на двор. Совершенно бедные дворяне за большую плату принимали у него должности главных дворцовых управителей, даже шталмейстеров и церемониймейстеров; потом секретарь, медик, капельмейстер, библиотекарь и множество любезников без должностей составляли свиту его и оживляли его пустыню».
Александр Борисович прожил в дальней своей усадьбе целых 10 лет, прежде чем взяться за строительные работы: «Я долго по неизвестной судьбе моей от сего строения удерживался. Наконец, сад мой и продолжающаяся одинаковость в моих обстоятельствах меня решили». В 1792 г. домашний архитектор Н. А. Телегин начинает возводить трёхэтажный дом с шестиколонным ионическим портиком, смотрящим в сторону реки. В переписке князя сохранилось упоминание, что он лично определил внутреннее расположение комнат и начертил вид трёх фасадов здания.

Во дворце, достроенном в 1795 году, было приблизительно 80 комнат, украшенных живописью и предметами искусства, вывезенными из Европы. Князь-эпикуреец и в деревенской глуши не отказывал себе в удовольствиях. Своих многочисленных детей, прижитых от местных крестьянок, «князь-павлин» по названию речки нарёк Сердобиными. По изяществу убранства его дом соперничал с Зубриловкой, имением Голицыных, расположенным у впадения Сердобы в Хопёр. Выросший в Зубриловке Ф. Вигель вспоминал время опалы Куракина: 
Всякий день, даже в будни, за столом гремела у него музыка, а по воскресным и праздничным дням были большие выходы; распределение времени, дела, как и забавы, всё было подчинено строгому порядку и этикету. Изображения вел. кн. Павла Петровича находились у него во всех комнатах; в саду и роще там-сям встречались не весьма изящные памятники знаменитым друзьям и родственникам. Он наслаждался и мучился воспоминаниями Трианона и Марии Антуанетты, посвятил ей деревянный храм и назвал её именем длинную, ведущую к нему аллею.

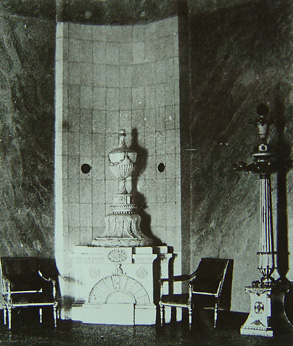
Деталь интерьера

О павловском дворе напоминали устройство пейзажного парка и названия тропинок — Цесаревича, Нелидовой, Браницкой, Алёнина, Катишина, Софьина. Семь основных аллей сходились в 250 м от дворца на круглой площадке, отмеченной аркой; характерны названия этих аллей — Веселые мысли, Антуанеттина, Милой тени, Гатчинская, брата Алексея, Отважная. Хозяин Надеждина писал Павлу Петровичу в Гатчину:
Из своего окна я вижу речку, за ней озеро в две версты, село Александровское, деревни, вспаханные поля, равнины, пастбище, огромный лес. По этому наброску картины, которая ежедневно предстаёт перед моими глазами, Вы можете представить себе, что происходит во мне, и как я должен быть сейчас покоен и счастлив.
На углах и пересечениях дорожек были поставлены павильоны с характерными для эпохи сентиментализма названиями — храм Дружбы и Славы, галерея «Вместилище чувствий верных», храмы Истины, Верности, Терпения. Об облике этих сооружений можно судить по пейзажам, выполненным на рубеже XVIII и XIX вв. художниками П. Малютиным, Я. Я. Филимоновым и В. П. Причетниковым. Виды куракинского парка были гравированы в Вене в 1800 году Й. Моссмером.

Надеждино во времена А. Б. Куракина
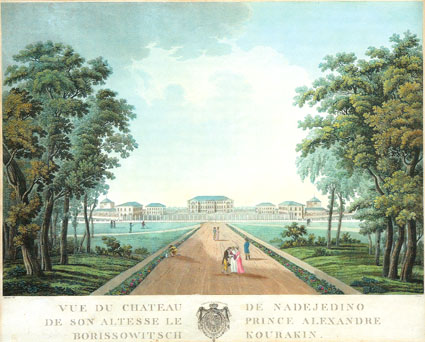
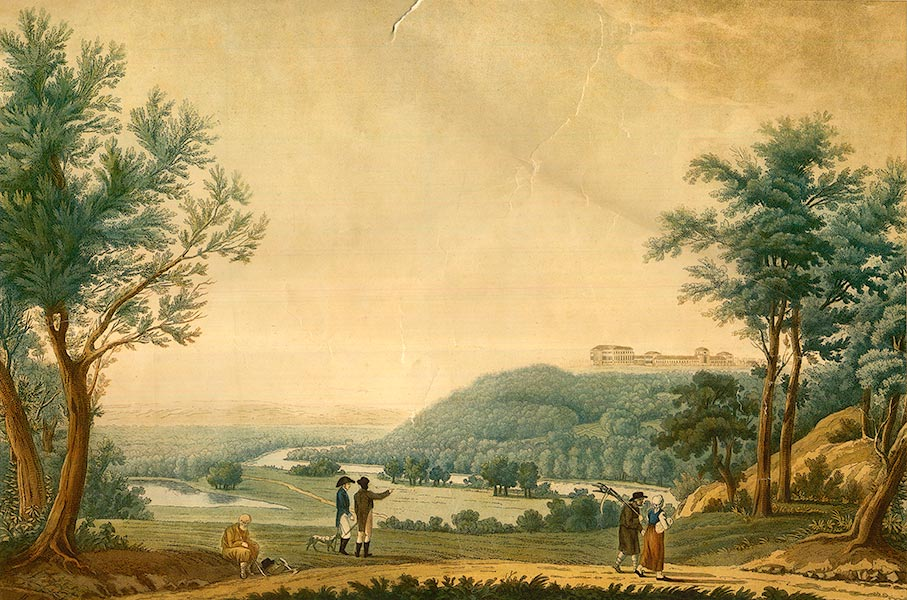
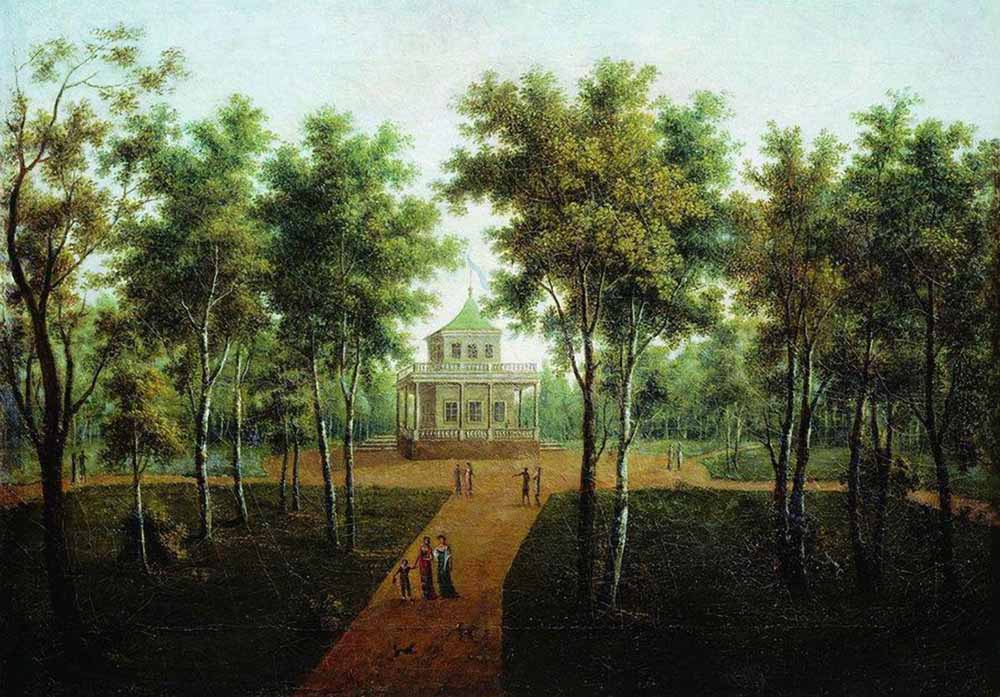
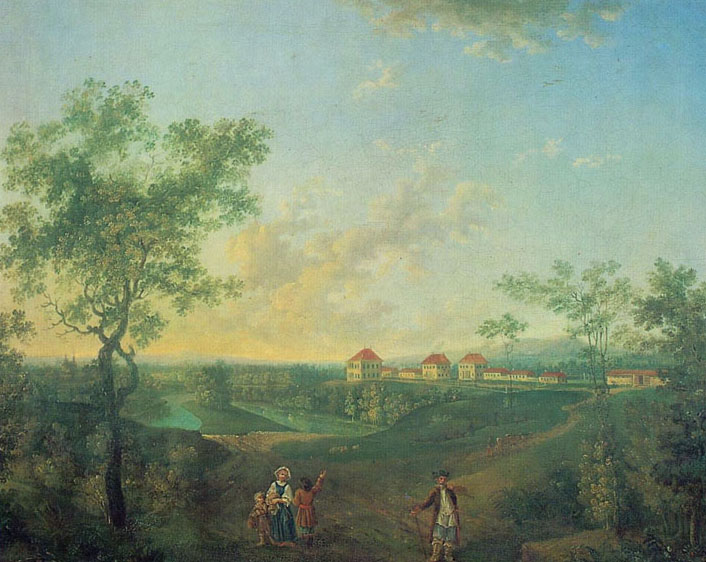
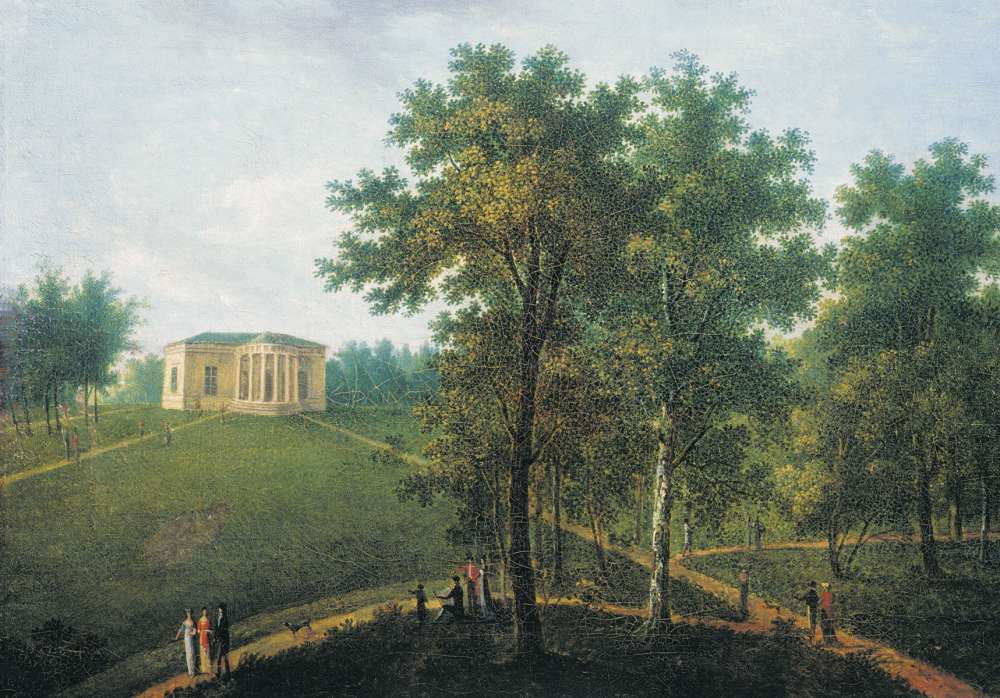

## Дальнейшая судьба
После смерти Екатерины II владелец усадьбы получил возможность вернуться в столицу, затем подолгу жил за границей в качестве полномочного посла. Своих крепостных мастеров он перебросил из Надеждина в тверское поместье Степановское-Волосово. После смерти старого князя имение отошло к его младшему брату Алексею, который также предпочитал Степановское отдалённому Надеждину и распорядился перевезти наиболее ценное имущество из саратовского имения в тверское.
В знаменитом в своё время сборнике повестей Загоскина «Вечер на Хопре» (1834) рассказывалось о нечистой силе, которая поселилась в замке на берегу Хопра в 20 вёрстах от Сердобска. Возможно, подразумевался именно куракинский «замок», оставленный хозяевами. П. А. Вяземский в середине XIX века свидетельствовал, что «Сердобский уезд полон ещё молвою и преданиями о житье-бытье Куракина Александра Борисовича в селе его Надежине во время опалы».
На крутой и весьма живописной горе, подымающейся над извилистой Сердобой, за прекрасною дубовою рощею, стоит каменный обширный дом в три этажа, с каменными же флигелями и галереями, обхватившими огромный двор; на этот двор ведут высокие с колоннами каменные ворота. В доме с двумя ближними флигелями 64 комнаты; все оне прекрасно сохраняются, что представляет ныне большую редкость между барскими старинными домами, большею частью запущенными и обращенными в развалины. Что за прелесть этот дом, истинно княжеский дворец — столетний памятник быта вельможи Екатерининского века!
В этом здании покойный владелец села Надеждина, князь Алексей Борисович, отец нынешнего, соединил более 400 живописных поясных портретов русских деятелей обоего пола; тут-же, в роскошных залах дворца, стены которых выложены искусственным мрамором, находится девять портретов, также живописных, во весь рост, государей и государынь, таковы: Петр Великий, Екатерина I, Петр II, Анна Иоанновна, Павел I, Александр I, Александр ІІ. Если многие из здешних портретов принадлежат кисти «крепостных живописцев», каковы: Попов, Думков и др., то зато в куракинском собрании портретов русских деятелей имеются произведения кисти славных художников, каковы Левицкий — портрет графа Н. И. Панина, Боровиковский — князя А. Б. Куракина, Жерар — портрет Александра I и проч.
Весьма также хорош портрет императора Павла Петровича, в четверть натуральной величины, — государь в треугольной шляпе, опершись на трость; этот портрет, как видно из подписи под ним, утвержден Павлом I 19-го декабря 1796 года как образец для воспроизведения портретов Павла Петровича и тогда-же подарен им генерал-прокурору князю Алексею Борисовичу Куракину. <…> В большой зале с хорами… имеются две большие и хорошо исполненные картины — Михайловский дворец 1800 года, ныне Инженерный замок. В аванзале, или парадной приемной, на высоком пьедестале стоит очень хороший мраморный бюст Александра I-го.
С 1882 года в полузаброшенной усадьбе постоянно жил князь Ф. А. Куракин (1842—1914). Любовь к сердобским местам привила ему мать, урождённая княжна Голицына, дочь владельца Зубриловки. Фёдор Алексеевич разобрал хранившиеся в усадьбе бумаги своих предков и по настоянию историка М. И. Семевского осуществил в Саратове публикацию многотомного «Архива князей Куракиных», но, не имея прямых наследников, в 1910 г. продал усадьбу купцам Асеевым.
В начале 1920-х усадьба Надеждино, подобно сотням других усадебных дворцов по всей России, была сожжена крестьянами. Парковые павильоны снесены, от дворца А. Б. Куракина уцелел только остов. Сохранились проездные ворота, Борисоглебская церковь 1792 года постройки.

### Приватизация и начало восстановления
Летом 2014 года останки усадьбы правительством Пензенской области были выставлены на аукцион и проданы частному инвестору за сумму около 4,5 млн рублей. Новому владельцу предстоит сначала остановить разрушение памятника, а затем восстановить его. Предполагается, что бывшая княжеская усадьба, в случае восстановления и реконструкции, сможет стать центром делового, познавательного или лечебного туризма.
По состоянию на 2018 год там возведены временные ограды безопасности вокруг наиболее аварийных зданий. Повешены предупреждающие таблички, идёт уборка территории. Обрушается кровля у большинства строений.